# Fantasia Barrino
Fantasia Barrino (sinh ngày 30 tháng 6 năm 1984) là một nữ ca sĩ và diễn viên người Mỹ. Cô trở nên nổi tiếng sau khi trở thành người chiến thắng của cuộc thi American Idol (Mùa 3) năm 2004. Cô là một nữ ca sĩ thuộc dòng nhạc R&B từng biểu diễn tại Broadway và được 7 lần đề cử giải Grammy.